# Heinz Lieberich
Heinz Lieberich (* 29. Januar 1905 in Kaiserslautern; † 24. Oktober 1999 in Mosbach) war ein deutscher Rechtshistoriker und Archivar in München.

## Leben
Heinz Lieberich, Sohn des Juristen und Generalstaatsanwalts Heinrich Lieberich und dessen Ehefrau, einer geborenen Clemens, studierte in München Rechtswissenschaften und wurde dort 1928 mit einer völkerrechtlichen Dissertation über die russische Handelsvertretung in Deutschland zum Dr. jur. promoviert. Während seines Studiums wurde er Mitglied des AGV München. Nach der Zweiten juristischen Staatsprüfung 1930 entschied sich Lieberich für die Archivlaufbahn im bayerischen Archivdienst. Nach dem Besuch der Bayerischen Archivschule wurde er 1931 Archivassessor am Landesarchiv Speyer. Ab 1938 wirkte er als Staatsarchivrat in München, 1949 wurde er Staatsarchivdirektor beim Bayerischen Hauptstaatsarchiv.
Von 1945 bis 1985 unterrichtete er an der Bayerischen Archivschule das Fach Rechtsgeschichte. Die Universität München verlieh ihm 1955 eine Honorarprofessur für bayerische Rechtsgeschichte. Von 1959 bis zu seiner Pensionierung 1970 amtierte er als Generaldirektor der Staatlichen Archive Bayerns. 1959 wurde er Mitglied der Kommission für bayerische Landesgeschichte. Ab 1960 war er Zweiter Vorsitzender der Kommission für Bayerische Landesgeschichte der Bayerischen Akademie der Wissenschaften.
Lieberich legte zahlreiche quellennahe Arbeiten zur bayerischen Verfassungs- und Rechtsgeschichte vor. Methodisch bahnbrechend war insbesondere seine Studie Landherren und Landleute. Zur politischen Führungsschicht Bayerns im Spätmittelalter aus dem Jahr 1964.
Juristen kennen den Mitteis-Lieberich, ein Studienbuch der deutschen Rechtsgeschichte. Auch das von Heinrich Mitteis begonnene Lehrbuch zum deutschen Privatrecht führte Lieberich fort.

## Veröffentlichungen (Auswahl)
- Rechtsgeschichte Bayerns und des bayerischen Schwaben. 1952.
- Zur Feudalisierung der Gerichtsbarkeit in Bayern. 1954.
- Kaiser Ludwig der Bayer als Gesetzgeber. 1959.
- Landherren und Landleute. Zur politischen Führungsschicht Baierns im Spätmittelalter. Beck, München 1964.
- Die gelehrten Räte. Staat und Juristen in Bayern in der Frühzeit der Rezeption. 1964–1966.
- Die Anfänge der Polizeigesetzgebung des Herzogtums Baiern. 1969.
- als Neubearbeiter von Heinrich Mitteis: Deutsches Privatrecht. Ein Studienbuch. 9. Auflage. Beck, München 1981.
- Die bayerischen Landstände 1313,40 – 1807. Lassleben, Kallmünz 1990.
- als Neubearbeiter von Heinrich Mitteis: Deutsche Rechtsgeschichte. Ein Studienbuch. 16. Auflage. Beck. München 1981; 19. Auflage ebenda 1992.